# Those Who Dance (pel·lícula de 1924)
Those Who Dance és una pel·lícula muda dirigida per Lambert Hillyer protagonitzada per Blanche Sweet, Bessie Love i Warner Baxter. Basada en la novel·la homònima de George Kibbe Turner, la pel·lícula, una de les primers a tracta el tema de la “llei seca”, es va estrenar el 27 d’abril de 1924. Es considera una pel·lícula perduda.

## Argument
La germana del jove advocat Bob Kane mor en un accident de trànsit degut a un camió que transporta alcohol de contraban. Bob, que era qui conduïa queda cec i cerca justícia donant suport als que advoquen per la prohibició de l’alcohol. Un jove, Matt, és injustament acusat d’haver matat un agent que perseguia contrabandistes d’alcohol i condemnat a la cadira elèctrica. La seva germana Rose cerca proves que demostrin la seva innocència. Kane l’ajudai ells dos es fan passar per parella per infiltrar-se entre els malfactors.

## Repartiment
- Blanche Sweet (Rose Carney)
- Bessie Love (Vida Anargas)
- Warner Baxter (Bob Kane)
- Robert Agnew (Mac Carney)
- John St. Polis (Monahan)
- Lucille Ricksen (Ruth Kane)
- Matthew Betz| (Joe "el grec" Anargas)
- Lydia Knott (Mrs. Carney)
- Charles Delaney (Tom Andrus)
- W. S. McDunnough (pare de Bob Kane)
- Jack Perrin (Frank Church)